# Эполет

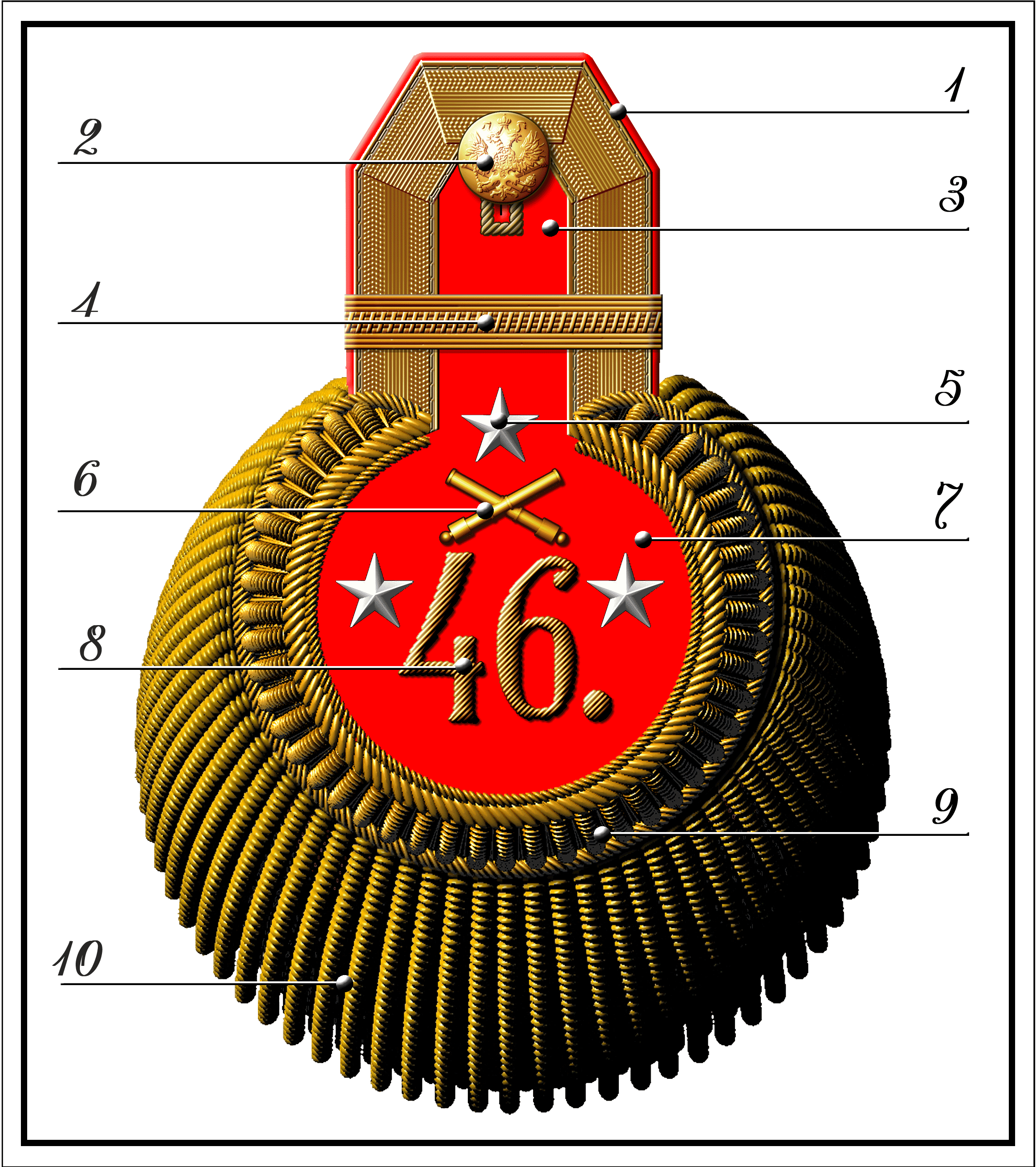
Части эполета
(на примере эполета подполковника 46-й Артиллерийской бригады):
1. подбой
2. пуговица
3. корешок
4. контрпогончик
5. звёздочки
6. спецзнак
7. поле
8. шифровка
9. шейка (ободок)
10. кисти или бахрома

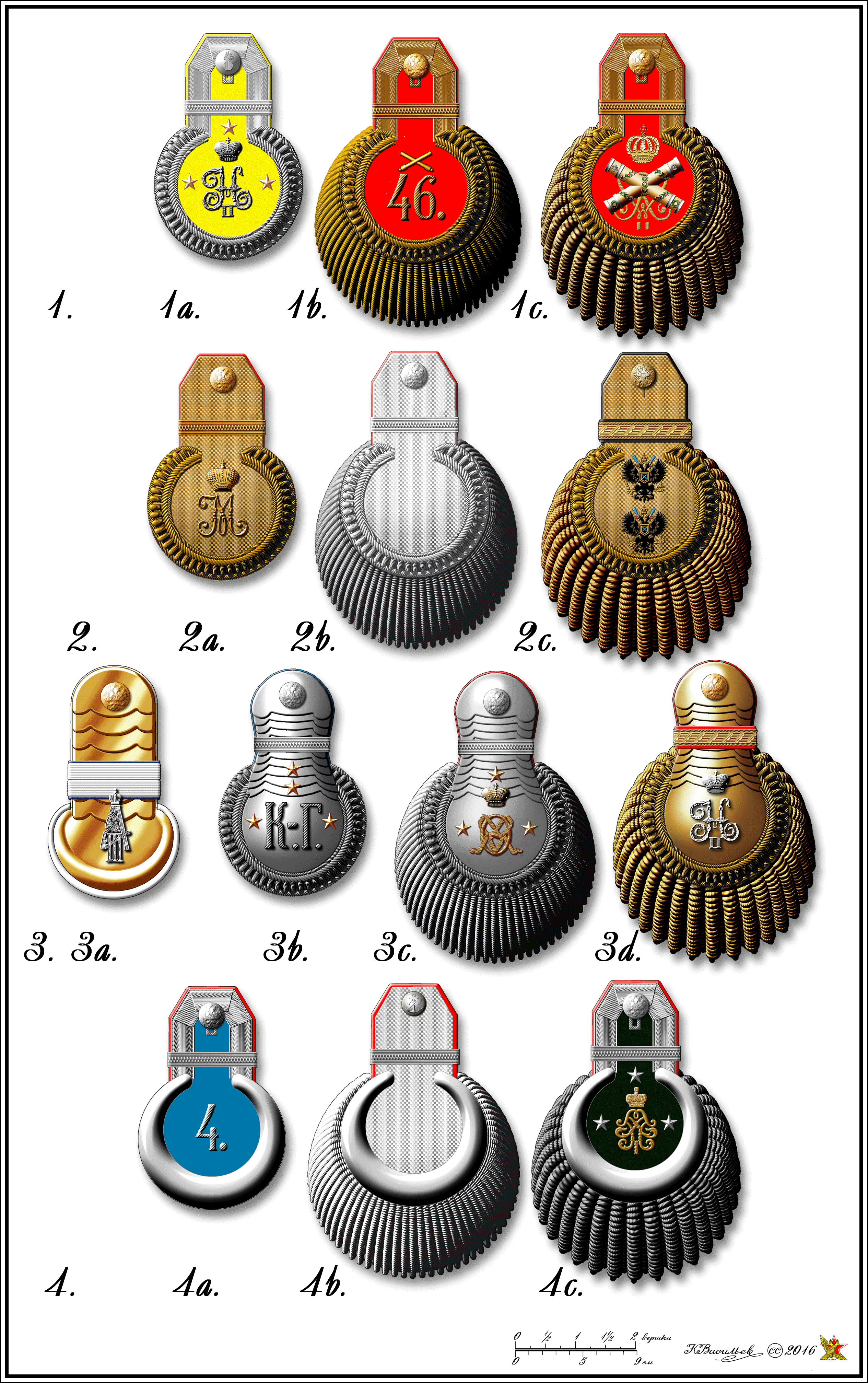
Типы эполет Вооруженных сил Российской империи:
1. Пехотного образца
1a. Обер-офицерский.
Поручик 13-го Лейб-гренадерского Эриванского Его Императорского Величества полка.
1b. Штаб-офицерский.
Полковник 46-й Артиллерийской бригады.
1c. Генеральский.
Генерал-фельдмаршал 85 пехотного Выборгского Его Императорского Величества Императора Германского Короля Прусского Вильгельма II полка.
2. Гвардейского образца
2a. Обер-офицерский.
Капитан Михайловского артиллерийского училища.
2b. Штаб-офицерский.
Полковник Лейб-Гвардии Литовского полка.
2c. Генеральский.
Вице-адмирал.
3. Кавалерийского образца
3a. Нижних чинов.
Младший унтер-офицер 3-го уланского Смоленского Императора Александра III полка.
3b. Обер-офицерский.
Подъесаул 1-го Кизляро-Гребенского конного полка Терского казачьего войска.
3c. Штаб-офицерский.
Подполковник 2-го Лейб-драгунского Псковского Её Императорского Величества Государыни Императрицы Марии Фёдоровны полка.
3d. Генеральский.
Генерал от кавалерии.
4. Другие образцы
4a. Обер-офицерский.
Титулярный советник, ветеринарный врач.
4b. Штаб-офицерский.
Флагманский инженер-механик Корпуса инженер-механиков флота.
4c. Генеральский.
Тайный советник, профессор Императорской Военно-медицинской Академии.

Эполе́ты (фр. épaulettes, дословно — «плечики» от épaule «плечо»), наплечник, наплечье — разновидность погон, наплечные знаки различия военных чинов и воинского звания на военной форме.
Эполеты были распространены в армиях и флотах европейских государств в XVIII—XIX веках, особенно в период наполеоновских войн, но к середине XX века практически вышли из обращения. В настоящее время сохранились лишь в армиях некоторых государств как часть парадного обмундирования.

## История
Существуют предположения, что эполеты произошли от наплечных щитков на рыцарских доспехах. Как знаки различия чинов (званий) эполеты были характерны для военной формы одежды XIX — начала XX веков в вооружённых силах европейских государств.

### Русская регулярная армия
В Российской империи, в вооружённых силах, эполеты были введены в 1803 (1807) году. Однако плечевые детали (погоны), нашивавшиеся на мундир с чисто функциональной целью — для удержания ремней или перевязей, носившихся через плечо, существовали в русской армии с начала XVIII века. Погоны делались из ткани, лент или валиков. В правление Петра I существовали погоны двух видов, они носились на одном или двух плечах: нашивки из остатков основной ткани кафтана или «приборного сукна» — отделочной ткани кафтана. Во втором случае погон уже становился не только деталью костюма утилитарного назначения, но и декоративной и несущей некоторую информацию. В 1731 году Воинская комиссия, которая формировала новый штат, сделала предложение для отличия одного полка от другого нашивать на левое плечо мундиров «накладки через перевязь разных цветов». В настоящее время неизвестно, было ли это предложение реализовано.
В документах времени правления Елизаветы Петровны погоны из сукна как деталь воинского кафтана упоминаются довольно часто, но неизвестно, выполняли ли они функцию опознавательных знаков. Так что во время Семилетней войны опознавательными знаками служили цветные кисти на шляпах. Неизвестно также, носили ли погоны в первой половине XVIII века офицеры.
С восхождением на престол Екатерины II началось движение к унификации обмундирования по родам войск. В 1763 году перед Воинской комиссией встала задача различия воинских полков одного от другого в условиях, когда обмундирование выполнялось в единой цветовой гамме. Эту проблему помогло решить введение в обиход эполета, заимствованного, судя по всему, у французской армии. Его название было взято из французского языка и в ту эпоху не было устоявшимся: в документах эполеты упоминаются как «эпольэты», «эпалеты», «эпилеты», «епалеты», «ипалеты», «палеты» и так далее. Встречается и русское название «погон». Эполет из шнура мог называться аксельбантом. Изначально определение внешнего вида эполет, как и других декоративных деталей (галунов, кистей и прочих) было отдано на откуп полковникам, которые активно занимались разработкой внешнего вида этой части обмундирования.
Есть предположение, что эполеты, наряду с офицерскими шарфами и знаками, были принадлежностью только парадного мундира.
До 1854 года эполеты были единственным видом наплечных знаков различия для офицеров и генералов, причем с 1827 года, с введением эполетных звёздочек, по ним можно было определить чин обладателя.
В Русской армии с 1856 года эполеты, в отличие от погон, являлись принадлежностью только парадной формы одежды военнослужащих. К 1913 году эполеты продолжали оставаться неотъемлемой частью парадной формы офицеров, генералов и улан, хотя число случаев, по которым следовало носить эту форму, свелось до минимума. У обер-офицеров — эполеты были без кистей, как и у нижних чинов улан Русской армии. У штаб-офицеров эполеты с кистями, у генералов — кисти длиннее и более толстого плетения.

### Советский Союз
В 1943 году, при обратной замене петлиц на погоны, обсуждался вопрос введения эполет в состав парадной формы офицеров и генералов Красной армии, однако предложение было отвергнуто из-за дороговизны производства эполет, а также из-за того, что на мундире середины XX века эполеты смотрелись уже слишком архаично.
По одному из проектов, эполеты должны были быть предусмотрены на мундире генералиссимуса Советского Союза.
В настоящее время эполеты используются на церемониальной форме одежды офицеров Президентского полка России и Президентского оркестра Службы Коменданта Московского Кремля ФСО России.

## Устройство и функции
Поле (чашка) эполета имеет форму круга или овала, корневая часть (та, что ближе к шее) в разных армиях может иметь различную форму — от прямоугольника до вытянутого полукруга.
Эполет крепится к плечу следующим образом: на плечо мундира нашит специальный узкий поперечный контрпогон, под которым пропускается корневая часть эполета. На конце корневой части закреплена пуговица, которая шнурками или крючком крепится на плечо мундира у воротника. Поле эполета, в зависимости от ранга воинского звания, может обрамляться плетёными из проволочной канители валиками или чеканными накладками, имитирующими валики. У военнослужащих более высокого ранга по окружности по́ля может крепиться канительная бахрома или кисти. На поле эполет также могут находиться шифровка и символы, обозначающие звание и принадлежность к роду войск (эмблема или знак).